# Daniel Mukche
Daniel Mukche (Daniel Kiptoo Mukche; * 20. Mai 1988) ist ein kenianischer Langstreckenläufer, der sich auf Straßenläufe spezialisiert hat.
2006 wurde er Sechster beim Halbmarathonbewerb des Nairobi-Marathons. 2008 stellte er beim Alsterlauf mit 28:19 min den aktuellen Streckenrekord auf und lief als Tempomacher beim Köln-Marathon, wo er die ersten 30 km in 1:31:55 h zurücklegte.
Daniel Mukche lebt in Eldoret und wird vom Managementunternehmen Worldrunning-Athletics betreut.

## Persönliche Bestzeiten
- 10-km-Straßenlauf: 28:19 min, 14. September 2008, Hamburg
- Halbmarathon: 1:02:06 h, 29. Oktober 2006, Nairobi